# Serge Bard
Pour les articles homonymes, voir Bard.
Serge Bard est un cinéaste français né en 1946. 

## Biographie
Serge Bard abandonne ses études en ethnologie à l'université de Nanterre, à la fin de l'année 1967, trouvant le système universitaire trop aliénant. Il ne suit aucune formation cinématographique ou artistique, mais fréquente assidûment la Cinémathèque française. À la fin des années 1960, il regroupe les activités et personnes diverses au sein du Groupe Zanzibar. Serge Bard n'a réalisé que trois films, très bruts, sauvages : Ici et maintenant, en mars et avril 1968 Détruisez-vous (Le Fusil silencieux)  et Fun and Games for Everyone, film dont Henri Alekan signe la photographie.) 
En janvier 1969, Serge Bard dirige une expédition en Afrique avec deux objectifs : la réalisation d'un projet intitulé Normal et atteindre l'île de Zanzibar. En décembre 1969, à Alger, Serge Bard se convertit à l'Islam, se renomme Abdullah Siradj et abandonne le cinéma. « Serge a débarqué en nous annonçant sa conversion à l'Islam, une religion qui proscrit les images. Il était désormais hors de question pour lui de faire le film. Les techniciens se sont cassés. Notre mécène, Sylvina Boissonnas, a trouvé que la plaisanterie avait assez duré. Elle nous a coupé les vivres. On s'est retrouvés sans un sou et on a dû rentrer en Europe rapidement (...) » « Serge Bard s'est installé à La Mecque, où il réside et travaille toujours. Serge est convaincu que le bon vieux temps de notre jeunesse furieuse est une époque diabolique qu'il faut expier. Pour lui, pas de doute, nous sommes tous dans l'erreur. Un jour, Philippe Garrel lui a avoué qu'il ne croyait pas en Dieu, et, à ces paroles sacrilèges, Abdullah Siradj m'a semblé proche de l'infarctus. »
Trente ans plus tard, Serge Bard apparaît dans Zanzibar à Saint-Sulpice, court métrage poétique de Gérard Courant. Le même cinéaste a tourné le portrait d'Abdullah Siradj le 8 janvier 2002 à Paris (Cinématon numéro 2026).

## Citations
« 1968 fut une très bonne année pour Serge Bard alias Abdulah Siradj. Ce jeune (21 ans) enfant terrible du groupe Zanzibar eut la chance de se faire financer par la patronnesse of the Arts Sylvina Boissonnas trois films tous tournés en 35mm très expérimentaux dans leur facture. Le premier film s'intitulait Détruisez-vous. Son deuxième film, Fun and Games for Everyone, fut aussi tourné en 35mm en 1968 avec Henri Alekan aux commandes de la lumière et du cadre. Bard, dans ce deuxième film, laisse à nouveau le champ libre à un va-et-vient incessant de parisiens qui assistent au vernissage du peintre minimaliste Olivier Mosset et dont l'expo consiste en dix toiles, toutes similaires, blanches avec des cercles noirs peints en leur centre. C'est la révolution qui critique l'art et la peinture... Et Serge qui critique le Cinéma ! »

— par Jackie Raynal

« J'ai eu l'idée d'appeler mon film Ici et Maintenant, parce que le cinéma c'est le contraire d'ici et maintenant. Le cinéma est toujours là-bas et avant. Il fallait retrouver la magie de l'instant et ça, c'est ici et maintenant. »

— par Serge Bard